# Lizete Iesmiņa-Mihelsone
Lizete Iesmiņa-Mihelsone (23. september 1872 – 3. juli 1934) var en lettisk skuespillerinde og operasangerinde.
Iesmiņa-Mihelsone blev født i Lielbērze i Guvernement Kurland. I en alder af 15 år begyndte hun at synge i Jelgavas kirkekor, og fra 1889 i Det Lettiske Selskabs kor sammesteds. Hendes karriere som skuespillerinde og sopran strakte sig over næsten 30 år; 1895–1918 ved Rigas Lettiske Teater, og sidenhen i nogle år ved Letlands Nationalteater. Hun var gift med arkitekt Aleksandrs Mihelsons. Iesmiņa-Mihelsone døde i en alder af 61 år i Riga, Letland, og er begravet på Meža-kirkegården i Riga.